# Niki (ca sĩ)
Nicole Zefanya (sinh ngày 24/1/1999), là một nghệ sĩ người Indonesia được biết đến với nghệ danh là NIKI. Hiện cô đang sống tại Hoa Kỳ và hợp tác với hãng thu âm 88rising.

## Đầu đời
Nicole Zefanya, sinh ngày 24 tháng 1 năm 1999 và lớn lên tại Jakarta, Indonesia.
Vào năm 9 tuổi, Niki Zefanya đã tự học chơi guitar. 13 tuổi, cô đã bắt đầu viết nhạc. Mặc dù âm nhạc của cô bị ảnh hưởng 1 phần bởi mẹ của mình, người đã cho Niki Zefanya tiếp xúc với soul, gospel và 1990s' R&B khi còn nhỏ, nhưng bản nhạc gốc đầu tiên của Niki Zefanya nghiêng về thể loại dân gian và indie.

## Sự nghiệp
Năm 15 tuổi, cô là người biểu diễn khai mạc cho The Red Tour của Taylor Swift tại Jakarta sau khi giành chiến thắng trong một cuộc thi Ride to Fame do Taylor Swift và thương hiệu kem Walls tổ chức. Niki Zefanya đã duy trì một kênh YouTube trong suốt thời niên thiếu của mình và hiện tại kênh đã đạt được hơn 40.000 người đăng ký. Cô đã tải lên nhiều bài hát và bản cover, hầu hết là acoustic / stripe và bao gồm bài hát "Polaroid Boy" (2016) và "Anaheim" (2017), 2 bài hát cuối cùng đã được phát hành trên Spotify với nghệ danh cũ của cô là Niki Zefanya. 
Năm 2017, Niki Zefanya chuyển đến Nashville, Tennessee để theo học nhạc tại trường Đại học Lipscomb. Cô đã phát hành 2 đĩa đơn là "See U Never" và "I Like U" dưới một doanh nghiệp truyền thông đại chúng Mỹ là 88rising. Cô phát hành bài hát "Vintage" vào tháng 5 năm 2018 như là đĩa đơn đầu tiên cho buổi ra mắt đĩa mở rộng Zephyr.
Niki Zefanya cho biết cô cố gắng tôn vinh người Á và người Mỹ gốc Phi thông qua âm nhạc của mình. Trong lễ hội âm nhạc đầu tiên của mình "Head in the Clouds", Niki Zefanya đã dành ra chút thời gian để trò chuyện với hơn 10,000 khán giả tại Công viên Lịch sử Tiểu bang ở Los Angeles. "Tôi chỉ muốn nói rằng, với tư cách là một người phụ nữ Á châu, Tôi không coi ngày này hay giai đoạn này là điều hiển nhiên. Hy vọng của tôi đó là trên tất cả mọi thứ khác của ngày hôm nay, bạn cảm thấy được lắng nghe, được thấu hiểu và trên hết là bạn cảm thấy được đại diện."
Sau khi 88rising thông báo sự hợp tác của họ với lễ hôi ẩm thực nổi tiếng 626 Night Market để phục ẩm thực tại buổi lễ hội âm nhạc "Head in the Clouds" lần thứ 2 của họ, Niki Zefanya đã xuất hiện với tư cách khách mời đặc biệt với màn gặp gỡ trong sự kiện 626 Night Market ở công viên Santa Anita tại Arcadia, California vào ngày 11/8/2019.
Vào tháng 9 năm 2020, Niki Zefanya đã phát hành album Moonchild.
Vào tháng 12 năm 2020, Niki Zefanya đã phát hành đĩa đơn "Hallway Weather," và nói rằng " bài hát thuộc phong cách âm nhạc và sáng tác tôi thấy nhớ và giống với bản thân mình nhất. Đó là sự chân thành và sự thật".
Niki Zefanya đã tham gia vào 5 bài hát của bộ phim Shang-Chi và huyền thoại Thập Luân năm 2021.

## Đĩa

### Album thu âm
| Tựa       | Thông tin Album                                                                          |
| --------- | ---------------------------------------------------------------------------------------- |
| Moonchild | - Phát hành: 10/9/2020 - Hãng: 88rising, 12Tone - Định dạng: Digital download, streaming |

### Live album
| Tựa                                           | Thông tin Album                                                                           |
| --------------------------------------------- | ----------------------------------------------------------------------------------------- |
| NIKI Acoustic Sessions: Head In The Clouds II | - Phát hành: 12/11/2019 - Hãng: 88rising, 12Tone - Định dạng: Digital download, streaming |

### Đĩa mở rộng
| Tựa                       | Thông tin Album                                                                          |
| ------------------------- | ---------------------------------------------------------------------------------------- |
| Zephyr                    | - Phát hành: 23/5/2018 - Hãng: 88rising, Empire - Định dạng: Digital download, streaming |
| Wanna Take This Downtown? | - Phát hành: 17/5/2019 - Hãng: 88rising, 12Tone - Định dạng: Digital download, streaming |

### Đĩa đơn
| Tựa                           | Năm  | Album                                                  |
| ----------------------------- | ---- | ------------------------------------------------------ |
| "Awali Hari Dengan Cinta"     | 2014 | Non-album singles                                      |
| "Polaroid Boy"                | 2016 | Non-album singles                                      |
| "Anaheim"                     | 2017 | Non-album singles                                      |
| "See You Never"               | 2017 | Non-album singles                                      |
| "I Like U"                    | 2017 | Non-album singles                                      |
| "Chilly"                      | 2017 | Non-album singles                                      |
| "Newsflash!"                  | 2018 | Zephyr                                                 |
| "Say My Name"                 | 2018 | Zephyr                                                 |
| "Friends"                     | 2018 | Zephyr                                                 |
| "Spell"                       | 2018 | Zephyr                                                 |
| "Vintage"                     | 2018 | Zephyr                                                 |
| "Dancing with the Devil"      | 2018 | Zephyr                                                 |
| "Warpaint"                    | 2018 | Head in the Clouds                                     |
| "Lowkey"                      | 2019 | Wanna Take This Downtown?                              |
| "Indigo"                      | 2019 | Head in the Clouds II                                  |
| "Shouldn't Couldn't Wouldn't" | 2019 | Head in the Clouds II                                  |
| "La La Lost You"              | 2019 | Head in the Clouds II                                  |
| "Sugarplum Elegy"             | 2019 | Non-album single                                       |
| "Switchblade"                 | 2020 | Moonchild                                              |
| "Selene"                      | 2020 | Moonchild                                              |
| "Lose"                        | 2020 | Moonchild                                              |
| "Hallway Weather"             | 2020 | Non-album single                                       |
| "Every Summertime"            | 2021 | Shang-Chi and the Legend of the Ten Rings (soundtrack) |

#### Khách mời
| Năm  | Tựa                                         | Album                                                              |
| ---- | ------------------------------------------- | ------------------------------------------------------------------ |
| 2018 | "Little Prince" (Rich Brian featuring NIKI) | <i id="mwAQw">Amen</i>                                             |
| 2019 | "No More" (Higher Brothers featuring NIKI)  | <i id="mwARQ">Five Stars</i>                                       |
| 2020 | "Forever" (End of the World featuring NIKI) | Chameleon                                                          |
| 2021 | "COMING HOME" (HONNE featuring NIKI)        | Let's Just Say the World Ended a Week from Now, What Would You Do? |

## Tour lưu diễn

### Mở màn
- Taylor Swift - The Red Tour (Jakarta) (2014)[21]
- Rich Brian - Australia & New Zealand Tour (2018)[22]
- Halsey - Hopeless Fountain Kingdom Tour (Asia) (2018)[23]